# Навал (отбор)
Навал (на португалски: Associação Naval 1º de Maio, произнася се най-близко до Асусиасау Навал Примайру ди Маю) е португалски футболен клуб, който е създаден в град Фигейра да Фош. Сезон 2005 – 2006 е първият сезон, в който те играят сред футболния елит на Португалия, след като печелят промоция през 2005 г. Основния играч на отбора през този първи сезон е нападателят Ней, който е трансфериран през 2007 г. в българския ПФК ЦСКА.